# Eremodipus lichtensteini
Eremodipus lichtensteini је врста глодара из породице скочимиш (Dipodidae).

## Распрострањење
Ареал врсте је ограничен на мањи број држава. Врста има станиште у Казахстану, Туркменистану и Узбекистану.

## Станиште
Станиште врсте су пустиње.

## Начин живота
Број младунаца које женка доноси на свет је обично 3-8.

## Угроженост
Ова врста је наведена као последња брига, јер има широко распрострањење и честа је врста.